# Непа
Нѐпа е река в Азиатската част на Русия, Среден Сибир, Иркутска област ляв приток на река Долна Тунгуска. Дължината ѝ е 683 km, която ѝ отрежда 105-о място по дължина сред реките на Русия.
Река Непа води началото си от северната, най-висока част на Ангарското възвишение (рус. Ангарский кряж), на 554 m н.в., в северната част на Иркутска област. По цялото си протежение тече в североизточната част на възвишението в дълбока, но широка долина, по която силно меандрира. Влива се отляво в река Долна Тунгуска, при нейния 2477 km, на 303 m н.в., при село Непа, Иркутска област.
Водосборният басейн на Непа има площ от 19,1 хил. km2, което представлява 4,04% от водосборния басейн на река Долна Тунгуска и обхваща части от Иркутска област.
Границите на водосборния басейн на реката са следните:
- на югоизток – водосборните басейни на малки леви притоци на Долна Тунгуска;
- на юг – водосборния басейн на река Лена;
- на запад – водосборния басейн на река Подкаменна Тунгуска, десен приток на Енисей;
- на юг – водосборните басейни на река Голяма Ерьома и дреги по-малки леви притоци на Долна Тунгуска.

Река Непа получава над 30 притока с дължина над 15 km, като 3 от тях са дължина над 100 km.
- 576 → Чамбета 119 / 1010
- 435 → Сурингда 181 / 2340, при бившето село Волокон
- 346 → Чангил 141 / 1460, при село Бур

Подхранването на реката е смесено, като преобладава снежното. Среден годишен отток при село Ика, на 62 km от устието 274 m3/s. Замръзва през октомври, а се размразява през втората половина на май.
По течението на реката в са разположени пет малки села: Токма, Бур, Ика, Аян и Непа (в устието).
При високи води е плавателна до село Токма, на 532 km от устието. Използва се основна за транспортиране на дървен материал със салове.